# Robi-Rob's Boriqua Anthem
«Robi-Rob's Boriqua Anthem» es una canción de música house y con ritmos latinos mezclada por el dúo musical de productores estadounidenses C+C Music Factory, publicada en su disco Anything Goes!, e interpretada por El General, Wepaman y Angel DeLeon.
La canción alcanzó el puesto 36 de la lista Billboard Hot 100. En algunos países de Latinoamérica fue conocida como «¿Qué es lo que quiere esa nena?», por su estribillo. Además, es utilizada como himno no oficial del Desfile del Día de Puerto Rico en Nueva York.
Gracias al éxito de la canción, el grupo posteriormente publicó dos secuelas: «Robi-Rob's Boriqua Anthem. Part II» y «Robi-Rob's Boriqua Anthem. Part III».

## Posición en listas de éxitos
| Lista (1994)                     | Posición más alta |
| -------------------------------- | ----------------- |
| Estados Unidos Billboard Hot 100 | 36                |